# Jack Rowell
Jack Rowell (Gosforth, 1937-1 de julio de 2024) fue un contador público, rugbista y entrenador británico, que se desempeñaba como segunda línea. Fue director técnico de la Rosa en los años 1990.

## Biografía
Estudió en el Saint Edmund Hall, un college de la Universidad de Oxford, donde se recibió de contador público. Ha destacado en la industria alimentaria, siendo presidente de varias de las empresas más importantes del Reino Unido.
Mientras estudiaba, jugó para el Oxford University RFC y disputó The Varsity Match. Siendo el rugby entonces un deporte aficionado, jugó toda su carrera en el Gosforth RFC y se retiró en 1972.
En 1994 la Universidad de Bath le otorgó un doctorado honoris causa en Derecho. En 1998, ya siendo el rugby un deporte profesional, se convirtió en miembro de la junta directiva de los Bristol Bears y en septiembre de 2000 fue elegido presidente del club.
En 2002 regresó a Bath y desde entonces supervisa a las divisiones juveniles, como Director de Rugby.

## Carrera
Tras retirarse como jugador, comenzó su carrera técnica en el Gosforth RFC. Dirigió al club durante 6 temporadas y logró que el equipo ganara dos RFU Knockout Cup consecutivas.
En 1978 se trasladó al Bath Rugby y allí permaneció 16 temporadas, durante la cual hizo la era dorada del club. Hasta su marcha en 1994, el equipo ganó cinco campeonatos de liga y ocho RFU Knockout Cup.

### Inglaterra
En junio de 1994, la Rugby Football Union lo eligió nuevo entrenador de la Rosa y reemplazó a Geoff Cooke.
Bajo Rowell Inglaterra modificó su histórico juego lento y pesado de forwards para siempre; prefirió la jugabilidad abierta del «rugby corriendo» y abandonó el juego sin riesgos; que había ganado tantos títulos europeos en el pasado, pero que era inocuo y predecible contra las tres superpotencias del sur.
Renunció en julio de 1997, fue el último entrenador aficionado de Inglaterra y en total ganó veintiuno de las 29 pruebas. Así es el segundo registro más exitoso, efectividad del 72.4%, tras el australiano Eddie Jones que dirigió 20 años después.

### Sudáfrica 1995
En Sudáfrica 1995 la Rosa ganó su grupo y luego derrotó a los Wallabies en los cuartos de final, pero cayó en la semifinal ante los impresionantes All Blacks. Luego perdió la prueba por el tercer lugar contra Les Bleus.

## Palmarés
Recibió la Orden del Imperio Británico por sus logros [deportivos] para el Reino Unido.
- Campeón del Torneo de las Seis Naciones de 1995 y 1996.
- Campeón de la Premiership Rugby de 1988–89, 1990–91, 1991–92, 1992–93 y 1993–94.
- Campeón de la RFU Knockout Cup de 1975–76, 1976–77, 1983–84, 1984–85, 1985–86, 1986–87, 1988–89, 1989–90, 1991–92 y 1993–94.

| Predecesor: Geoff Cooke | Entrenador de Inglaterra 1994 − 1997 | Sucesor: Clive Woodward |